# Liceo statale Enrico Fermi
Il Liceo statale Enrico Fermi (in passato Liceo scientifico di Stato di Salò) è un istituto statale superiore situato a Salò. Conta gli indirizzi: scientifico, scienze applicate, scienze umane, linguistico e classico.

## Storia
Il Liceo è stato istituito a Salò il 1º ottobre 1965, come sede distaccata del Liceo scientifico Annibale Calini di Brescia. Nel 1975 è diventato completamente autonomo, in seguito al raggiungimento di dieci classi. Nei primi anni '80, dalla denominazione "Liceo scientifico di Stato di Salò" si è passati a quella attuale.
Dopo essere stato ospitato nell’ex Palazzo del Sale di via Pietro da Salò e nell’ex sede delle Suore Ancelle, il Liceo trovò la sua prima stabile sistemazione nel Palazzo Fantoni, situato nell’omonima via, i cui lavori di ristrutturazione terminarono nell’anno 1979.
Poiché questa sede divenne ben presto insufficiente a causa dell’espansione della scuola, l’amministrazione comunale decise di dislocare alcune aule nei locali dell’ex scuola elementare di via Brunati e progettare la ristrutturazione di Palazzo Tosi-Gentili, pure situato in via Fantoni.
I lavori si conclusero nell’anno scolastico 1992/93; ben presto anche questa nuova sistemazione si rivelò inadeguata in seguito all’istituzione delle sezioni del Liceo Classico, del Liceo Scientifico a indirizzo Linguistico e, da ultimo, del Liceo delle Scienze Sociali (ora Scienze Umane), e per un anno alcune classi furono sistemate presso l’ITC “Cesare Battisti” di Salò. Questa situazione creava non pochi problemi di carattere organizzativo, e il terremoto del novembre 2004 ha danneggiato seriamente tutti i locali. Finalmente, a partire dall’anno scolastico 2005/2006, il Liceo ha trovato una sistemazione idonea in località Campoverde, nella nuova sede di via Martiri delle Foibe.

## Struttura
Il liceo si sviluppa su più edifici, tutti collegati da una serie di sentieri, lastricati e sterrati, che permettono la comunicazione tra gli edifici.

### Palazzina principale (o verde)
La palazzina principale, di colore verde, è la più estesa. La totalità delle classi degli indirizzi scienze applicate, scientifico e linguistico si trovano in questo edificio, e la maggior parte delle classi di indirizzo scienze umane si trovano qui, dove si trovano anche la Presidenza, la Segreteria ed una bidelleria. La sua superficie si sviluppa su quattro piani, più uno interrato. È presente un ascensore per facilitare l'accesso in carrozzina. In questo edificio si trovano tutti i laboratori: troviamo quello di informatica, quello di chimica e quello di fisica. Quest'ultimo è in allestimento.

### Palazzina gialla
La palazzina gialla ha il numero di classi più esiguo di tutti gli edifici. In questa palazzina si trovano il bar e le restanti classi del Liceo delle scienze umane.

### Palazzina blu
Qui si trovano le classi del liceo classico. La palazzina si sviluppa su due piani, ma è di dimensioni ridotte rispetto a quella verde.

### Palestra
Come d'altronde suggerisce il nome, l'edificio funge da palestra, ma sono presenti spogliatoi maschili e femminili, bagni, docce, magazzini, un campo da pallavolo esterno ed una pista per il salto in lungo.

## Trasporti
Il liceo è raggiungibile da una strada a senso unico (Via Murelli), dalla strada provinciale SP V tramite uno svincolo e da una strada secondaria relativamente stretta riservata ai residenti.
La scuola è raggiungibile in autobus, infatti la fermata più vicina alla scuola è quella di Salò - Campoverde. Le seguenti linee passano per la fermata:
- S202
- LN006
- LN007
- LN012
- LN018
- LN022

## Iscrizioni e studenti

### Amministrazione e organizzazioni studentesche
Il preside, Marco Tarolli, è in carica dall'anno scolastico 2024/2025.
Martina Nicolini rappresenta l'istituto davanti alle autorità provinciali facendo parte della Consulta provinciale.
I Rappresentanti di Istituto sono:
- De Giuli Bonardi Alessandro
- Venturelli Luca
- Filippini Paolo

I membri del Direttivo del Comitato Studentesco del Liceo E. Fermi sono:
- Baccolo Edoardo (presidente)
- Martarelli Matteo (vicepresidente)
- Zanca Marta (segretario)
- Scalvini Giulia
- Ferrarato Gloria
- Ed Dekhissi Zaynab

| Periodo          | N. Studenti |
| ---------------- | ----------- |
| 2021             | 1221        |
| 2023             | 1191        |
| 1 settembre 2024 | 1062        |
| 26 ottobre 2024  | 963         |